# Samtgemeinde Eschershausen-Stadtoldendorf
Die Samtgemeinde Eschershausen-Stadtoldendorf ist ein Kommunalverband im Landkreis Holzminden und wurde durch Zusammenschluss der Samtgemeinde Eschershausen und der Samtgemeinde Stadtoldendorf zum 1. Januar 2011 gegründet. Verwaltungssitz ist die Stadt Stadtoldendorf, in der Stadt Eschershausen befindet sich eine Außenstelle mit Bürgerbüro.

## Samtgemeindegliederung
Zur Samtgemeinde gehören die Gemeinden Arholzen, Deensen, Dielmissen, Eimen, Heinade, Holzen, Lenne, Lüerdissen und Wangelnstedt sowie die Städte Eschershausen und Stadtoldendorf.

## Geschichte
Am 12. Oktober 2009 vereinbarten die Samtgemeinderäte der Samtgemeinde Eschershausen und der Samtgemeinde Stadtoldendorf in Eschershausen die Fusion zur neuen Samtgemeinde Eschershausen-Stadtoldendorf zum 1. Januar 2011.

## Politik

### Samtgemeindebürgermeister
Bei der Wahl 2010 wurde Wolfgang Anders (Einzelbewerber, früher CDU und vormals seit 1. November 2006 Samtgemeindebürgermeister von Stadtoldendorf) mit 69,33 Prozent zum Samtgemeindebürgermeister der neuen fusionierten Samtgemeinde Eschershausen-Stadtoldendorf gewählt. Auf den Mitbewerber Andreas Fischer (SPD) entfielen 30,67 % der gültigen Stimmen. Die Wahlbeteiligung lag bei 56,43 %.
Bei der Wahl am 21. Oktober 2018 gewann der von CDU, FDP und UWG unterstützte Amtsinhaber Wolfgang Anders mit 68,11 % der Stimmen. Auf den Mitbewerber Alexander Müller (SPD) entfielen 27,41 % und auf den Mitbewerber Carsten Kramer (AfD) 4,49 % der gültigen Stimmen. Die Wahlbeteiligung lag bei 53,88 %.
Bei der Wahl am 23. Februar 2025 gewann der von CDU, SPD, FDP, UWG und Bündnis 90/Die Grünen unterstützte Kandidat Robert Kumlehn die Wahl mit 78,91 % der Stimmen. Kumlehn war der einzige Bewerber auf das Amt.

### Samtgemeinderat
Der Rat der Samtgemeinde Eschershausen-Stadtoldendorf besteht aus 32 Ratsfrauen und Ratsherren. Dies ist die festgelegte Anzahl für eine Gemeinde mit einer Einwohnerzahl zwischen 15.001 und 20.000 Einwohnern. Die Ratsmitglieder werden durch eine Kommunalwahl für jeweils fünf Jahre gewählt. Neben den 32 in der Gemeinderatswahl gewählten Mitgliedern ist außerdem der Bürgermeister im Rat stimmberechtigt.
Aus dem Ergebnis der Kommunalwahl 2021 ergab sich folgende Sitzverteilung:
| Samtgemeinderat 2021Insgesamt 32 Sitze - SPD: 9 - Grüne: 3 - FDP: 5 - UWG: 5 - CDU: 10 |

## Bildung
Die Samtgemeinde Eschershausen-Stadtoldendorf ist öffentlicher Schulträger der Grundschulen in Deensen, Eschershausen und Stadtoldendorf und gliedert sich in drei Schulbezirke:
1. Grundschule Deensen für die Gemeinden Arholzen, Deensen und Heinade.
2. Grundschule Eschershausen für die Stadt Eschershausen und die Gemeinden Dielmissen, Eimen, Holzen und Lüerdissen
3. Grundschule Stadtoldendorf für die Stadt Stadtoldendorf und die Gemeinden Lenne und Wangelnstedt.

Die Samtgemeinde unterhält zudem sieben Kindergärten als Tageseinrichtungen für Kinder und fördert den Kindergarten der Evangelischen Kirchengemeinde Stadtoldendorf.

## Wappen
Die Samtgemeinde Eschershausen-Stadtoldendorf übernahm zunächst das Wappen der ehemaligen Samtgemeinde Stadtoldendorf als neues Hoheitszeichen.
In der Hauptsatzung der neuen Gebietskörperschaft ist jedoch festgeschrieben, dass bis Ende 2013 ein neues Wappen erstellt werden soll. Die Blasonierung lautet: Das Wappen zeigt auf rotem Grund und silberner Stadtmauer mit sechs Zinnen einen nach heraldisch rechts schreitenden goldenen Löwen, goldbewehrt und goldbezungt.